# Stade Alberto Grisales
Le stade Alberto Grisales (en espagnol : Estadio Alberto Grisales) est un stade situé à Rionegro (Colombie). L'enceinte est surtout utilisée pour les matchs de football du Rionegro Águilas. Le stade d'une capacité de 14 000 places porte le nom d'un ancien gardien de but.

## Histoire
L'Estadio Alberto Grisales était le terrain de l'équipe de deuxième division du Deportivo Rionegro, de 1991 à 2013. Le Deportivo Rionegro a depuis été rebaptisé Leones FC et après avoir joué à Bello, Turbo et Envigado, il joue maintenant à Itagüí.
Une modernisation majeure du stade a eu lieu en 2009 avant les Jeux sud-américains de 2010 à Medellín, où certaines compétitions ont eu lieu au stade de Rionegro.
Depuis 2015, le club Rionegro Águilas (également connu sous le nom d'Águilas Doradas) joue à Rionegro. Le club était auparavant basé à Itagüí sous le nom d'Itagüí FC, puis sous le nom d'Águilas Pereira à Pereira.
Le stade est nommé d'après un ancien gardien de but du Deportivo Rionegro, Alberto Grisales, décédé en cours de match.